# Tamopsis gracilis
Tamopsis gracilis är en spindelart som beskrevs av Baehr 1993. Tamopsis gracilis ingår i släktet Tamopsis och familjen Hersiliidae.
Artens utbredningsområde är Western Australia. Inga underarter finns listade i Catalogue of Life.